# Rennes
Rennes  (Roazhon na bretonskom i Resnn  na gallo jeziku) je grad na zapadu Francuske, upravno središte departmana Ille-et-Vilaine i glavni grad regije Bretanja.
Rennes je deseti francuski grad s urbanim područjem od 700.000 stanovnika.

## Sveučilište
Grad je vrlo studentski (63 000 učenika) i ima dva sveučilišta :
- Rennes School of Business
- Sveučilište Rennes 1: Medicinski, Tehnički, Fizički, Ekonomski, Farmacije
- Sveučilište Rennes 2 Gornja Bretanja: Humanističke znanosti

## Vanjske poveznice
- Službena stranica grada (fr.)
- Službena stranica turističke zajednice grada Rennesa  Arhivirana inačica izvorne stranice od 12. rujna 2017. (Wayback Machine) (fr.) (engl.) (njem.) (šp.) (tal.) (kin.)

|  | Portal Francuske – Pristup člancima s tematikom o Francuskoj. |